# 箱根町港
箱根町港是一座位於神奈川縣足柄下郡箱根町箱根，小田急箱根箱根海賊船的碼頭，編號為OH66。

## 碼頭構造
有一條棧橋從地面延伸至蘆之湖，地面有一座建築物，乘客可在這裡購票。

## 相鄰碼頭
小田急箱根
 箱根觀光船（箱根海賊船）
箱根町港（OH 66） → 元箱根港（OH 67） → 桃源台港（OH 65） → 箱根町港（OH 66）

## 外部連結
- 箱根町港 （页面存档备份，存于） - 箱根導航